# Шубринг, Пауль
Пауль Вильгельм Юлиус Шубринг (нем. Paul Wilhelm Julius Schubring; 28 января 1869, Бад-Годесберг — 7 ноября 1935, Ганновер) — немецкий историк искусства, специализировавшийся на скульптуре XV века; профессор Технических университетов Берлина и Ганновера.

## Биография
Пауль Вильгельм Юлиус Шубринг родился в семье министра; был студентом в Грайфсвальде, Бонне и Марбурге. Во время учебы он являлся членом студенческих братств «Sedinia Greifswald» (1887) и «Tuiskonia Halle» (1888). В 1892 году в Боннском университете он стал кандидатом теологии. По окончании студенческих дней, в 1893 году, он женился на дочери немецкого консула в Бари. В 1895 году Шубринг познакомился во Франкфурте с пастором Эрихом Ферстером (Erich Foerster, 1865—1945), являвшимся соредактор протестантского журнала «Die Christliche Welt» — Шубринг стал сотрудничать с журналом.
Интерес к истории искусства вернул Пауля Шубринга в университет: учился в Лейпциге с 1895 года до получения второй кандидатской степени в 1898 году, за работу об Альтикьеро да Дзевио. Затем Шубринг прошел стажировку в Берлинском музее прикладного искусства и в Берлинской картинной галерее. С 1900 года он преподавал историю искусства и литературу в Академии изящных искусств в Берлине; в 1904 году стал доктором наук в Техническом университете Берлина, где в 1907 году был назначен профессором. В 1909—1910 годах преподавал в Базеле.
В 1920 году Шубринг получил позицию профессора истории искусств в Техническом университете Ганновера. 11 ноября 1933 года он был среди более 900 ученых и преподавателей немецких университетов и вузов, подписавших «Заявление профессоров о поддержке Адольфа Гитлера и национал-социалистического государства». В 1935 году вышел в отставку и скончался в том же году.

## Работы
- Altichiero und seine Schule: ein Beitrag zur Geschichte der oberitalienischen Malerei im Trecento. Karl W. Hiersemann, Leipzig 1898
- Das italienische Grabmal der Frührenaissance. Berlin 1904
- Die italienische Plastik des Quattrocento. Handbuch der Kunstwissenschaft 18. Athenaion, Berlin 1919
- Die Plastik Sienas im Quattrocento. Berlin 1907
- Die Kunst der Hochrenaissance in Italien. Propyläen Kunstgeschichte 9, Berlin 1926